# Bastille
Bastille (estilizado como BΔSTILLE) es una banda de indie pop del sur de Londres, Inglaterra, formada en 2010. Bastille comenzó como un proyecto en solitario del cantante y compositor Dan Smith, quien más tarde decidió formar una banda. El cuarteto está formado por Dan Smith, Chris Wood, Will Farquarson y Kyle Simmons. El nombre de la banda proviene del día de la Fiesta nacional francesa, el 14 de julio de 1789, la toma de la Bastilla durante la Revolución Francesa. Este día coincide con el cumpleaños del cantante principal Dan Smith. A la banda, también se le asocia con el Drag, más conocido como Witch house.
EMI Music anunció a la banda como uno de sus nuevos fichajes a Virgin Records el 1 de diciembre de 2011. Su primer álbum de estudio, "Bad Blood", fue lanzado en 2013 y encabezó las listas del Reino Unido. La banda fue nominada a cuatro BRIT Awards en 2014, ganando el Premio Brit al Mejor Artista Nuevo Británico (British Breakthrough Act).

## Historia

### 2010-2011: Formación y primeros años
Bastille debutó el 4 de julio de 2011 con su doble sencillo "Flaws" e "Icarus" de edición limitada. Fue lanzado por el sello londinense independiente Young & Lost Club. En el mismo año se publicó su EP Laura Palmer. Luego de obtener una relativa trascendencia a través de sitios como Myspace y YouTube, la banda captó la atención tanto del público como de la prensa. En diciembre del 2011, Bastille firmó contrato con el sello discográfico Virgin Records. El grupo comenzó a hacer de telonero durante el verano de 2011, y posteriormente se presentaron en varios de los principales festivales del Reino Unido, incluyendo el Festival de Glastonbury, Festival de la Isla de Wight y Blissfields. La banda grabó y publicó gratis dos partes de su mix-tape Other Peoples's Heartache.

### 2012-2015:Bad BloodyAll This Bad Blood
En noviembre del 2011, se publicó el vídeo de "Overjoyed" el cual sería el primer sencillo de su álbum debut con Virgin Records el 27 de abril de 2012. La revista Q incluyó el sencillo en su lista "Canción del día". El segundo sencillo, Bad Blood fue publicado en la cuenta de VEVO oficial de la banda el 29 de junio de 2012 y digitalmente el 20 de agosto del mismo año por Virgin Records. El periódico británico The Guardian nombró a Bastille como la "Nueva Banda del Año" en julio de 2012. La canción se posicionó en el número 90 en las listas del Reino Unido, siendo así la primera vez que la banda entra a las tablas musicales. En agosto del 2012 se presentó en festivales del Reino Unido como los festivales de Reading y de Leeds. Más tarde la banda hizo una pequeña gira titulada "Flaws Tour" en octubre del 2012 con Swiss Lips como su telonero. En noviembre de 2012, Bastille se presentó en el festival de Clockenflap en Hong Kong, la primera vez fuera de Europa. Su tercer sencillo fue un relanzamiento de "Flaws", fue un triunfo comercial ya que fue la primera vez que la banda se posicionó en la lista UK Top 40, siendo el número veintiuno. La canción "Oblivion", apareció en la Temporada 4 Capítulo 9 de The Vampire Diaries.

En febrero de 2013 Bastille confirmó que el cuarto sencillo sería Pompeii el cual generó críticas positivas, obteniendo la segunda posición en el Reino Unido y fue número cinco en Estados Unidos. Su álbum debut Bad Blood fue publicado el 4 de marzo de 2013, el álbum alcanzó el número uno en UK Album Chart. En junio de 2013 fue relanzado el sencillo "Laura Palmer" alcanzando el número 42 en el Reino Unido. Bastille fue telonero de la banda de rock Inglesa Muse en The 2nd Law Tour en mayo y junio de 2013. En mayo de 2013 publicó un nuevo EP titulado Haunt en Estados Unidos vía iTunes. El sábado 6 de julio la banda encabezó por primera vez una lista de festivales de verano en el Reino Unido. 
"Estamos muy emocionados por nuestro primer headline en un festival. Particularmente porque amamos Blissfields, y porque ellos nos han apoyado en los últimos años." Dan Smith
El 24 de agosto de 2013, "Things We Lost in the Fire" fue publicado como el sexto sencillo del álbum Bad Blood. El vídeo de la canción fue grabado en Vilna y Kėdainiai, Lituania. El 3 de septiembre, Bad Blood se publicó en Itunes EUA.
El 9 de octubre de 2013 Bastille publicó un nuevo sencillo "Of the Night", una combinación de "The Rhythm of the Night" de Corona y "Rhythm is a dancer" de Snap!. La canción debutó en el número dos en UK Singles Chart. La canción fue publicada principalmente para promocionar All This Bad Blood, el cual consiste en una versión expandida de Bad Blood. El álbum fue publicado el 25 de noviembre de 2013. En enero de 2014, Will Farquarson dijo en una entrevista con Billboard que la banda ya empezó a producir su segundo álbum. Bastille se presentó por primera vez en Saturday Night Live el 25 de enero de 2014. El 4 de febrero del mismo año, Bastille ganó el Premio Brit al Mejor Nuevo Artista Británico y presentó una versión remix de "Pompeii" con Rudimental y su canción "Waiting All Night" en la ceremonia. Dos horas después de la presentación, las ventas de Bad Blood se incrementaron un 132% para darles una segunda semana en el número uno en UK Album Chart. El 1 de abril de 2014, Official Charts Company anunció que Bad Blood era el álbum más vendido de 2013, y número 20 oficialmente en Official Artist Albums Top 40 of 2013. En septiembre de 2014 se publicó el último sencillo de Bad Blood, "Oblivion", un vinilo limitado que contenía dos partes: A: Oblivion y B: bad_news. The Bad Blood Tour finalizó en 2015.

### 2014-2017:VS.yWild World
En 2013 Bastille comenzó a tocar nuevas canciones llamadas "Blame" y "Campus". Otra canción llamada "Oil On Water" fue practicada en un sound-check y se filtró en línea. La banda empezó a trabajar en el álbum en 2014, y se planeó grabarlo en septiembre del mismo año. Farquarson dijo que sólo tenían "16 o 17 canciones" demo para el álbum. También dijo "empezaremos a ir al estudio en septiembre, esperamos tener 20 o más para ese entonces". Dan Smith dijo que el nuevo álbum contiene más guitarras "no teníamos mucho de eso [guitarra] en el primer disco [...] pero puede ser interesante probar. Nos sentimos más libres. Si queremos probar electrónica entonces lo haremos y si queremos hacer más rock e indie entonces lo haremos." El 24 de octubre de 2014, la banda anunció su tercer mixtape titulado "VS. (Other People's Heartache, Pt. III)" con la publicación de "Torn Apart", colaborando con Grades y Lizzo en Zane Lowe's BBC Radio 1. También escribieron y grabaron la canción "The Driver" para la película Drive. A comparación de OPH P.t I y OPH Pt. II, los cuales consistían en una combinación de música original y versiones, VS. es de contenido completamente original. Los artistas que colaboran en VS. son: Gemma Sharples Quartet, Haim, MNEK, Tyde, Rationale, Lizzo, Grades, Angel Haze, F*U*G*Z, Brague, Rag'n'Bone y Skunk Anansie. El disco fue publicado el 9 de diciembre de 2014. Bastille fue nominado en la categoría Mejor Artista Nuevo en la 57° entrega de los Premios Grammy, sin embargo el galardón se lo llevó Sam Smith.
En 2015, Bastille añadió un nuevo miembro de gira, Charlie Barnes. EL 22 de septiembre de 2015 la banda publicó un sencillo independiente titulado "Hangin", también hicieron una versión del sencillo debut de Sugababes "Overload" para la película Kill Your Friends (2015). Fue anunciado vía Facebook que el nuevo álbum sería publicado en el año 2016, durante el verano de 2015 la banda presentó dos canciones nuevas en vivo: "Grip" y "Snakes". El 2 de junio de 2016, Bastille publicó un tráiler de 1:20 min que revelaba el nombre del nuevo álbum: Wild World. El 16 de julio de 2016 se publicó "Good Grief" como el sencillo principal de su segundo álbum de estudio. La canción fue escrita por Dan Smith, quien manejó la producción junto con Mark Crew. En 2016, el baterista Chris 'Woody' Wood fue reemplazado temporalmente por David Kendrick (anteriormente de Sparks y Devo).
El 9 de septiembre de 2016 se publicó Wild World, el álbum alcanzó el top de mitad de semana en la lista de ventas. Para promocionar el disco, la banda abrió locales en Londres, Nueva York y Los Ángeles. El 16 de septiembre, se confirmó que Wild World había alcanzado el número uno en listas del Reino Unido y Escocia.
El álbum ganó el premio "Mejor álbum" en los premios NME de 2017. En el "Record Store Day" de 2017, la banda lanzó una canción original titulada "Comfort of Strangers".
La banda formó parte del sencillo benéfico 'Artists for Grenfell'. Incluyendo a otros artistas como Stormzy y Rita Ora, el 21 de junio de 2017 se lanzó la versión de la canción de Simon & Garfunkel "Bridge over Troubled Water" para recaudar fondos para las víctimas del incendio de la Torre Grenfell. Se convirtió en el segundo número 1 de la banda en el Reino Unido.

### 2018-2021:Doom DaysyOther People's Heartache, Pt. IV
La banda anunció su tercer álbum de estudio, que fue lanzado el 14 de junio de 2019. En declaraciones a NME, Smith dijo: "Nunca dejamos de escribir y grabar, pero puedo confirmar que pasamos mucho de este año escribiendo nuestro tercer álbum". El 1 de septiembre de 2017, la banda encabezó la Pilton Party. Celebrada en Pilton Worthy Farm, sede del Festival de Glastonbury. El 23 de noviembre de 2017, Craig David y Bastille lanzaron "I Know You", el segundo sencillo del álbum de David, The Time Is Now. El sencillo alcanzó el puesto número 5 en 2018.
El 9 de mayo de 2018, "Quarter Past Midnight", el primer sencillo del tercer álbum llamado Doom Days fue emitido en la BBC Radio 1.  El 17 de agosto de 2018, Bastille y Marshmello lanzaron su sencillo "Happier", que alcanzó un máximo de 2 en las listas oficiales del Reino Unido en octubre de 2018 y el Billboard Hot 100 en febrero de 2019.
A principios de diciembre de 2018, la banda anunció la fecha de lanzamiento, 6 de diciembre de 2018, para su sencillo "Grip", que presenta al dúo de EDM Seeb. También se lanzó "Other People's Heartache, Pt IV" el 7 de diciembre de 2018, que contó con artistas como Craig David, Jacob Banks, James Arthur, Kianja, Lily Moore, Moss Kena, Rationale, Swarmz y SX. Una versión de edición limitada Record Store Day 2019 del mixtape se lanzó en tiendas de discos independientes el 13 de abril de 2019. El 25 de abril de 2019, Bastille lanzó el segundo sencillo y la canción principal de su tercer álbum, Doom Days. El 2 de mayo de 2019, el tercer sencillo del álbum, "Joy", se estrenó en el programa de Scott Mills en BBC Radio 1. Un cuarto sencillo, "Those Nights", fue lanzado el 4 de junio de 2019 y se estrenó en Beats 1 con Zane Lowe.
El 17 de mayo de 2019, Bastille apareció en la canción del dúo pop estadounidense Frenship titulada "Won't Let You Go" en su álbum debut Vacation.
El 14 de junio de 2019, la banda lanzó su tercer álbum Doom Days. Llegó al top 5 tanto en el Reino Unido como en Estados Unidos. La banda hizo su debut en "Pyramid Stage" en Glastonbury el 28 de junio de 2019 como parte de la promoción del álbum. El 20 de septiembre de 2019, lanzaron 'Million Pieces' del álbum Doom Days en los estudios Abbey Road con The Chamber Orchestra of London, que fue una de las nuevas canciones del álbum extendido Doom Days (This Got Out Of Hand).  El 25 de septiembre de 2019 se lanzó un video musical de la canción de la banda "Bad Decisions". El quinto sencillo de Doom Days, "Another Place", fue lanzado el 25 de octubre de 2019 con la cantante canadiense Alessia Cara, como una reelaboración de la canción original del álbum, y el segundo verso se cambió por uno escrito por Cara. El 6 de diciembre de 2019, se lanzó una versión extendida del álbum con 11 canciones nuevas tituladas Doom Days (This Got Out Of Hand).
La banda fue uno de los 23 artistas que aparecieron en la versión de Live Lounge Allstars de la canción de Foo Fighters "Times Like These" para ayudar a recaudar fondos para la pandemia de COVID-19. La canción fue lanzada el 23 de abril de 2020 y, 8 días después, se convirtió en el tercer sencillo número 1 de la banda en el Reino Unido.
El 30 de julio de 2020, Bastille lanzó una nueva canción en colaboración con el guitarrista (y corista) de la banda Blur, Graham Coxon titulada "What You Gonna Do ???". El video musical fue lanzado el mismo día en YouTube y contó con la dirección y producción del animador Reza Dolatabadi quien trabajó previamente con artistas como U2 y Lionel Richie.

### 2021-2023:ReOrchestrated Y Give Me the Future
La banda lanzó el documental ReOrchestrated en exclusiva por la plataforma Amazon Prime Video el 10 de febrero de 2021, junto con una versión orquestal de la canción "Warmth" de su segundo álbum Wild World de forma promocional en Amazon Music.
El 9 de junio de 2021, la cuenta de Twitter de la banda publicó un video que decía: "No predices el futuro. Lo imaginas", anunciando su cuarto álbum. El 23 de junio, lanzaron el primer sencillo, titulado "Distorted Light Beam". La canción fue coescrita y coproducida con el cantante principal de OneRepublic, Ryan Tedder. El segundo sencillo "Give Me The Future" fue lanzado el 15 de julio.
El 10 de agosto de 2021, Dan Smith confirmó que se había terminado el cuarto álbum y que ya esta listo en formato CD y vinilo. 
El 18 de agosto de 2021, se lanzó el tercer sencillo "Thelma + Louise".
El 19 de octubre de 2021, lanzaron "No Bad Days" 4.º sencillo del álbum y Dan Smith dio a conocer que el álbum se lanzará el 4 de febrero de 2022. "Shut Off the Lights", 5.º y último sencillo, se lanzó el 14 de enero de 2022.
En julio de 2022 la banda anunció que publicaran una versión extendida de Give Me The Future. Además del disco de 13 canciones que funcionará como primera parte, esta versión extendida titulada Give Me The Future + Dreams Of The Past sumará dos más: Dreams Of The Past -formada por ocho canciones- y Other People’s Heartache -que contiene seis tracks-. El disco fue lanzado el 26 de agosto, teniendo como primer sencillo, “Revolution”.

### 2024:&
El viernes 12 de julio de 2024, Bastille publicó en su cuenta de Instagram un cuadro de preguntas con el mensaje "Can you trust me"? ("Puedes confiar en mi?") junto a un enlace para suscribirse al boletín informativo de la banda.
El 14 de julio quienes se suscribieron al boletín, recibieron un correo con un videoclip de la nueva canción "Intros & Narrators", en dicho clip se le ve a Dan flotando en el mar, justo en el medio del Triángulo de las Bermudas. El clip fue filmado en una sola toma, no planificada, en 15 minutos.
El 22 de julio anunciaron que el proyecto titulado "&" será lanzando en 4 partes, lanzándose la primera parte el 26 de julio. Dan sobre el proyecto : "No me propuse hacer esto como un álbum de Bastille, pero siento que está muy dentro de nuestro mundo, así que decidimos llamarlo... Bastille presents “&” (Ampersand)."
La segunda fue lanzada el 13 de septiembre. La tercera parte es el álbum completo que fue lanzado el 25 de octubre, con críticas positivas.

## Discografía
Álbumes de estudio
- Bad Blood (2013)
  - Bad Blood - The Extended Cut (2013)
  - All This Bad Blood (2013-2014)
    - All This Bad Blood - Holland Edition (2014)

  - Bad Blood X (10th Anniversary Edition)
- Wild World (2016)
  - Wild World - Complete Edition (2016)
- Doom Days (2019)
  - Doom Days - This Got Out Of Hand Edition (2019)
- Give Me the Future (2022)
  - Give Me The Future + Dreams Of The Past (2022)
- & (2024)

Mixtapes
- Other People's Heartache (2012)
- Other People's Heartache, Pt. 2 (2012)
- Other People's Heartache Pt. 3 (Vs.) (2014)
- Other People's Heartache Pt. 4 (2018)

EPs
- Goosebumps (2020)

Sencillos
- Flaws (2011)
- Icarus (2011)
- Overjoyed (2012)
- Bad Blood (2012)
- Pompeii (2013)
  - Pompeii / Waiting All Night (2014)
  - Pompeii (Audien Remix) (2014)
- Laura Palmer (2013)
- Things We Lost in the Fire (2013)
- Of The Night (2013)
- Oblivion (2014)
- Bad News (2014)
- Torn Apart (Bastille VS. Grades) (2014)
- Good Grief (2016)
- Fake It (2016)
- Send Them Off! (2016)
- Warmth (2016)
  - Warmth (Live from Elbphilharmonie) (2021)
- Glory (2017)
- I Know You (Craig David ft. Bastille) (2017)
- World Gone Mad (2017)
- Quarter Past Midnight (2018)
- Happier (Marshmello ft. Bastille) (2018)
- Grip (Seeb, Bastille)(2018)
- Doom Days (2019)
- Joy (2019)
- Those Nights (2019)
- The Waves (2019)
- Bad Decisions (2019)
- Another Place ft. Alessia Cara (2019)
- Can't Fight This Feeling (2019)
- WHAT YOU GONNA DO??? ft. Graham Coxon (2020)
- survivin' (2020)
- Distorted Light Beam (2021)
- Give Me The Future (2021)
- Thelma + Louise (2021)
- No Bad Days (2021)
- Shut Off the Lights (2022)
- Intros & Narrators (2024)
- Seasons & Narcissus (2024)
- Blue Sky & The Painter (2024)
- Eve & Paradise Lost (2024)

## Miembros
Miembros actuales
- Daniel Campbell Smith (1986) – Voz, teclados.
- Kyle Jonathan Simmons (1988) – Teclados, coros, bajo.
- Will Farquarson (1983) – Bajo, guitarra, coros.
- Chris 'Woody' Wood (1985) – Coros, batería.

Miembros de gira
- Charlie Barnes (1989) – Voz, teclados, guitarra, bajo.
- David Kendrick (1955) – Coros, batería.[14]
- BIM (1980) – Vocalista de apoyo.